# The Trans-American Treatment
The Trans-American Treatment é o primeiro álbum de estúdio da cantora e atriz americana Amy Jo Johnson, lançado no dia 21 de dezembro de 2001.

## Descrição
Esse álbum de estréia é um conjunto original sexy organico, e harmônico que dá a Amy Jo Johnson seu estilo folk de escrever o sentimento de estar envolvido e inspirado.
Além do single Splashin' Rain, também são destaques as canções "Cat in the Snow",
"Counting Sheep" e "Purple Skies".

## Faixas
1. "Fairway" - 3:21
2. "Splashin' Rain" - 4:16
3. "Simple Man" - 4:16
4. "Purple Skies" - 3:03
5. "Panic" - 3:59
6. "Cat in the Snow" - 4:03
7. "Little Bit" - 4:21
8. "Crazier Than You" - 3:30
9. "Jimmy" - 4:07
10. "Counting Sheep" - 3:35
11. "Goodbye" - 3:01